# دونالد (مغني)
دونالد (بالإنجليزية: Donald)‏ هو مغني جنوب أفريقي، ولد في 7 فبراير 1985.

## وصلات خارجية
- دونالد على موقع ميوزك برينز (الإنجليزية)